# Mukilteo
Mukilteo és una població dels Estats Units a l'estat de Washington. Segons el cens del 2020 tenia 21.538 habitants.

## Demografia
Segons el cens del 2000, Mukilteo tenia 18.019 habitants, 6.759 habitatges, i 4.981 famílies. La densitat de població era de 1.097,3 habitants per km².
Dels 6.759 habitatges en un 40,1% hi vivien nens de menys de 18 anys, en un 61,8% hi vivien parelles casades, en un 8,6% dones solteres, i en un 26,3% no eren unitats familiars. En el 19,8% dels habitatges hi vivien persones soles el 3% de les quals corresponia a persones de 65 anys o més que vivien soles. El nombre mitjà de persones vivint en cada habitatge era de 2,66 i el nombre mitjà de persones que vivien en cada família era de 3,1.
Per edats la població es repartia de la següent manera: un 28,2% tenia menys de 18 anys, un 7,6% entre 18 i 24, un 31,4% entre 25 i 44, un 26,2% de 45 a 60 i un 6,6% 65 anys o més.
L'edat mediana era de 36 anys. Per cada 100 dones de 18 o més anys hi havia 96,5 homes.
La renda mediana per habitatge era de 67.323 $ i la renda mediana per família de 79.487 $. Els homes tenien una renda mediana de 53.880 $ mentre que les dones 37.835 $. La renda per capita de la població era de 29.134 $. Aproximadament el 2,8% de les famílies i el 3,4% de la població estaven per davall del llindar de pobresa.

## Poblacions més properes
El següent diagrama mostra les poblacions més properes.